# 2012년 하계 올림픽 뉴질랜드 선수단
2012년 하계 올림픽 뉴질랜드 선수단은 영국 런던에서 열린 2012년 하계 올림픽에 참가한 올림픽 뉴질랜드 선수단이다. 뉴질랜드는 총 185명의 대표단을 구성하였으나, 육상 5,000m 선수인 에이드리언 블링코의 발목 부상으로, 에이드리언 블링코를 제외한 184명이 참가하게 되었다.

## 출전 선수
| 종목         | 남자 | 여자 | 전체 |
| ------------ | ---- | ---- | ---- |
| 육상         | 4    | 4    | 8    |
| 복싱         | 0    | 2    | 2    |
| 카누         | 4    | 4    | 8    |
| 사이클       | 13   | 9    | 22   |
| 승마         | 3    | 3    | 6    |
| 하키         | 16   | 16   | 32   |
| 축구         | 18   | 18   | 36   |
| 유도         | 0    | 1    | 1    |
| 조정         | 15   | 11   | 26   |
| 요트         | 9    | 6    | 15   |
| 사격         | 1    | 0    | 1    |
| 수영         | 8    | 8    | 16   |
| 태권도       | 2    | 1    | 3    |
| 테니스       | 0    | 1    | 1    |
| 트라이애슬론 | 3    | 3    | 6    |
| 역도         | 1    | 0    | 1    |
| 전체         | 97   | 87   | 184  |

## 메달 획득 현황

### 종류별 메달 획득 현황
| 종목    | 1 | 2 | 3 | 합계 |
| 조정    | 3 | 0 | 2 | 5    |
| 육상    | 1 | 1 | 0 | 1    |
| 사이클  | 0 | 0 | 1 | 1    |
| 승마    | 0 | 0 | 1 | 1    |
| 카누    | 1 |   |   |      |
| Sailing | 1 |   |   |      |
| 합계    | 6 | 3 | 5 | 13   |

### 메달리스트
| 메달 | 이름                                                          | 종목   | 세부 종목            | 날짜     |
| ---- | ------------------------------------------------------------- | ------ | -------------------- | -------- |
|      | 네이슨 코헨 조지프 설리번                                     | 조정   | 남자 더블스컬        | 8월 2일  |
|      | 해미시 본드 에릭 머리                                         | 조정   | 남자 무타페어        | 8월 3일  |
|      | 마에 드라이스데일                                             | 조정   | 남자 싱글스컬        | 8월 3일  |
|      | 밸러리 애덤스                                                 | 육상   | 여자 포환던지기      | 8월 6일  |
|      | 앤드루 니컬슨 조너선 패짓 캐럴라인 파월 조넬 리처즈 마크 토드 | 승마   | 단체 종합마술        | 7월 31일 |
|      | 줄리엣 헤이그 리베카 스콘                                     | 조정   | 여자 무타페어        | 8월 1일  |
|      | 샘 뷸리 웨스틀리 고프 마크 라이언 제시 서전트                 | 사이클 | 남자 단체 추발       | 8월 3일  |
|      | 피터 테일러 스톰 우루                                         | 조정   | 남자 더블스컬 라이트 | 8월 4일  |

## 복싱
| 선수 | 세부 종목 | 64강           | 32강           | 16강           | 8강            | 준결승         | 결승           | 결승 |
| 선수 | 세부 종목 | 상대 선수 결과 | 상대 선수 결과 | 상대 선수 결과 | 상대 선수 결과 | 상대 선수 결과 | 상대 선수 결과 | 순위 |

## 같이 보기
- 올림픽 뉴질랜드 선수단